# Eucereon sylvius
Eucereon sylvius là một loài bướm đêm thuộc phân họ Arctiinae, họ Erebidae.